# Бібліотека Харківської державної академії культури

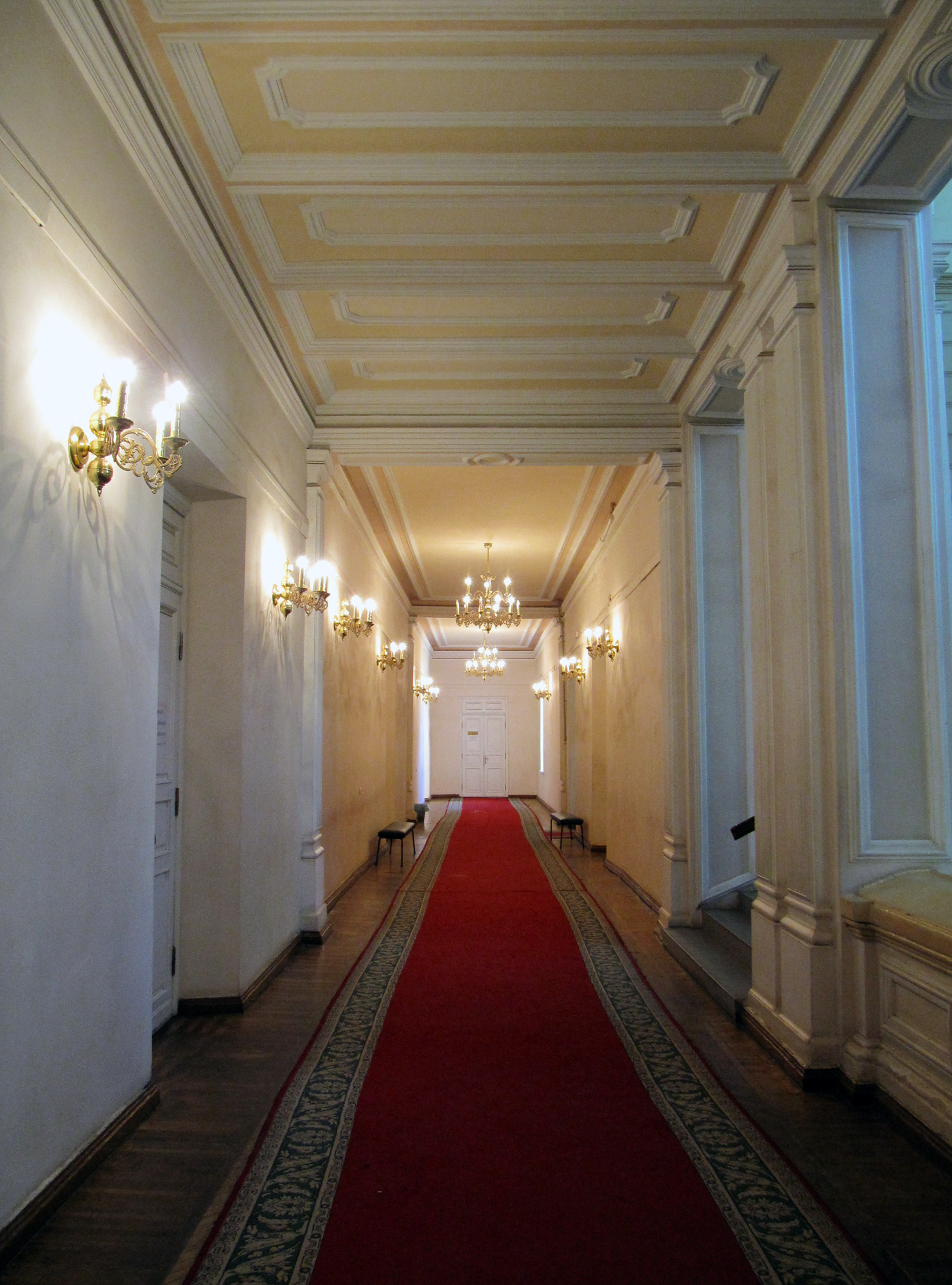
Бібліотека ХДАК на другому поверсі академії

Бібліотека Харківської державної академії культури — структурний підрозділ, центр інформаційного супроводу освітньої та наукової діяльності Харківської державної академії культури.

## Історія
Історія бібліотеки ХДАК почалася у 1929 році з бібліотеки Інституту політосвіти. У 1930 році відома як бібліотека Українського інституту комуністичної освіти. З 1935 року існувала як бібліотека Харківського державного бібліотечного інституту. На початок 1941 року бібліотечний фонд налічував більше 130 тисяч примірників. Ще з 20-х років бібліотека добре комплектувалась іноземними журналами з питань бібліотекознавства, бібліографознавства та книгознавства, мала рідкісний фонд стародруків, видання з автографами відомих українських письменників, поетів, діячів бібліотечної справи, книгознавців. У 1941 році фонд бібліотеки було підготовлено до евакуації до міста Кзил-Орда Казахської РСР, вивезено з приміщення інституту, але до місця призначення він не дістався. За останніми дослідженнями бібліотеку ХДБІ було передано в тимчасове користування Харківського педагогічного університету. З боку ХДБІ акт передачі засвідчили І. М. Бобришев, О. Х. Юдилевич та Н. А. Куцин. Педагогічному університету було передано: книг із основного фонду 111472 екземпляри, книг з обмінного фонду — 9997, різноманітну бібліотечну облікову документацію, каталоги та 31 ящик майна кабінетів інституту.
У серпні 1947 році роботу бібліотеки було відновлено, фактично її створено заново, адже від довоєнних фондів не залишилось жодного примірника. Єдиний примірник зі штемпелем ХДБІ повернули до бібліотеки правнуки читачки 1940 року лише у 2003 році. Читальна зала та книгосховище були розміщенні у двох кімнатах площею 152,9 кв. м., всі книги зберігалися на підлозі і лише у 1948 році вони зайняли своє місце на полицях. На початку 1948 року книжковий фонд становив 6593 примірника. Штат бібліотеки складався з чотирьох працівників. Першою завідувачкою бібліотеки повоєнних років була Євгенія Михайлівна Борисова ― фахівець з досвідом практичної та викладацької діяльності в галузі бібліотекознавства, випускниця Українського бібліотечного інституту 1936 року, старшина медслужби. Вона створила читацький актив, який допомагав в організації масових заходів, обслуговуванні користувачів. Читальна зала працювала навіть у вихідні дні, під час екзаменаційних сесій по 12 годин. Велась активна бібліографічна робота, експонувались виставки літератури, проводились книжкові огляди, читацькі конференції, зустрічі з письменниками. Гостями бібліотека були О. Гончар, О. Вишня, П. Панч, А. Малишко та інші.
Лише у 1956—1957 роках фонд бібліотеки досяг показників довоєнного періоду. За десять років бібліотеку очолювало п'ять завідувачів, які не змогли вирішити проблеми приміщення, оснащення, штату. У 1960 році тимчасово завідувала бібліотекою старший викладач кафедри бібліотечних фондів Кумок Дора Анатоліївна. Її діяльність дала поштовх до стрімкого розвитку бібліотеки.
Під керівництвом Марченко Тамари Федорівни у 1961 році бібліотека отримала нове приміщення, обладнання; в єдиний фонд збираються енциклопедії, довідкові видання, робляться перші спроби наукової бібліографічної роботи, налагоджується комплектування та реорганізуються каталоги, уперше представлено виставку Друковані праці викладачів.
Двадцять п'ять років (1963—1988) бібліотеку очолювала Лариса Гаврилівна Мішустіна (Ключко), яка вдосконалила всі напрями роботи: значно зріс обсяг книжкового фонду (286218 прим. у 1977 році), у 1966 році введено єдиний читацький квиток, упроваджено групову видачу літератури (1979), відкрито філії в гуртожитках (1964, 1977). У 1973 році бібліотеку нагороджено Почесною грамотою Міністерства культури УРСР та Республіканського комітету профспілки працівників культури. Впроваджено безінвентарний облік літератури, що надійшла у великій кількості. Спільно з викладачами кафедр бібліотека проводить літературні вечори, читацькі конференції, зустрічі з видатними діячами літератури, науки, мистецтва. Гостями були композитор А. Хачатурян, диктор В. Балашов, польський письменник Сат-Ок, організатор і керівник радянського партизанського руху в Україні в роки Німецько-радянської війни, Герой Радянського Союзу (1943), випускник інституту 1937 року Г. В. Балицький та інші. Відкрито читальну залу в гуртожитку № 2 у 1977 році. Збільшується штат бібліотеки. Започатковано випуск «Бюлетеня нових надходжень до бібліотеки ХДІК» і розповсюдження його на кафедрах. Впроваджено «Дні кафедр». За наказом ректора від 27 жовтня 1981 року за № 154 «Про вдосконалення роботи з наукової інформації в інституті» інформаційна робота стала прерогативою інформаційно-бібліографічного відділу бібліотеки. У складі довідково-інформаційного фонду відокремлено фонд авторефератів дисертацій, розроблені та впроваджені службові інформаційні картотеки. У 1985 році службу інформації ХДІК прийнято як колективного абонента інформації Республіканського центру інформації з питань культури і мистецтва.
З 1988 по 1995 роки бібліотекою керувала Валентина Семенівна Шендрик. У пошуках оптимальних рішень неодноразово змінювалася структура бібліотеки. У 1991 році бібліографічний відділ розпочинає надання консультацій викладачам з питань депонування рукописів. Складено картотеку авторефератів, упорядковано їх фонд. На замовлення кафедр розроблені картотеки «Вища освіта України: нові законодавчі акти» (1993), «Багатоступенева підготовка фахівців» (1993). Розпочато випуск серії дайджестів, які містять окремі газетні статті та замітки про Академію (тоді ще Інститут) культури. Перший випуск вийшов під назвою «ХДІК: Що написано пером». Укладачі: А. Ф. Воловик, В. М. Шейко, Т. І. Колісниченко, Т. Л. Думська (1995).
Лариса Петрівна Семененко очолила бібліотеку в жовтні 1995 року. У бібліотеці з'явились перші персональні комп'ютери: створено 3 АРМ, на основі CDS/ISIS розпочато створення електронного каталогу та бази даних статей з періодичних та продовжуваних видань, вперше в Україні створено ЕК «Нотні видання»; розпочато розробку лінгвістичного забезпечення БД, з'явився доступ до ресурсів Інтернет. У результаті реструктуризації фонду було створено науковий та навчальний абонементи. У 1997 році на основі контрольного примірника в окрему колекцію почали збирати праці професорсько-викладацького складу ХДІК, в окрему колекцію виділено фонд стародруків і рідкісних видань XVII—XIX ст. У 1999 році рішенням ученої ради ХДАК дайджест «ХДІК: Що написано пером» змінює назву на «Віват, Академіє!», набуває статусу продовжуваного видання з певною періодичністю. У 2000 році до 70-річчя академії видано бібліографічний покажчик «Друковані праці викладачів і співробітників ХДАК. 1947—1998» у 2 частинах, що містить понад 8600 записів. У 2001 році бібліотека стає учасником корпоративного проєкту, започаткованого Харківською державною науковою бібліотекою ім. В. Г. Короленка, «Зведений каталог періодичних видань з бібліотечної справи, бібліотекознавства та бібліографознавства». У 2002 році бібліотека приєднується до корпоративного проєкту ХДНБК «Зведений каталог періодичних видань бібліотек м. Харкова». Започатковано серію «Видатні педагоги Харківської державної академії культури». Відкрив серію біобібліографічний покажчик, присвячений ректору ХДАК «Василь Миколайович Шейко (до 60-річчя від дня народження)». Укладачі — О. М. Онуфрієва, Т. С. Раскіна. Семененко Лариса Петрівна стала переможцем на конкурсі «Освіта Харківщини: кращі імена» в номінації директор бібліотеки у 2003 році. Співробітники бібліотеки були відзначені Почесними грамотами та подяками Міністерства освіти і науки України.
У 2006 році директором бібліотеки було призначено Шикаленко (Кирпу) Тетяну Олександрівну. Під її керівництвом у 2007 році створено сектор автоматизації, відкрито електронну читальну залу. У 2008 році бібліотека перейшла на АІБС «УФД/Бібліотека». У 2010 році створено сайт бібліотеки.
У 2011—2014 роках бібліотекою керувала Коржик Наталія Анатоліївна. У цей час розвиток бібліотеки пов'язаний з інтернет-технологіями, наданням віддаленого доступу до інформації (електронного каталогу). У 2012 році в читальній залі з'явилась вільна зона Wi-Fi. Відновлено традицію проведення літературних вечорів. Співробітники бібліотеки підготували більше 20 доповідей на наукові конференції, семінари та 10 публікацій у фахових виданнях: Т. Шикаленко (Кирпа), С. Євсеєнко, Н. Коржик, Д. Ніколаєв.
У березні 2014 року Шикаленко (Кирпа) Тетяна Олександрівна знову очолила бібліотеку. Усі зусилля спрямовано на розширення застосування новітніх інформаційних технологій у науково-освітньому процесі, у наданні віддаленого доступу до інформації. У 2014 році активізувалась робота зі створення віртуальних виставок на платформі CALAMEO. Було створено і презентовано на сайті бібліотеки 3 віртуальні виставки: «Декоративно-прикладне мистецтво співробітників ХДАК», «Багатогранна творчість генія В. Шекспіра», віртуальна виставка, присвячена 25-річчю перебування на посаді ректора В. М. Шейка. Бібліотека організувала творче об'єднання «С. А. М.» (студентська активна молодь) з метою спільно зі студентами проводити різні масові заходи. Було підготовлено та проведено літературно-музичні вечори: до 200-річчя від дня народження Т. Г. Шевченка, до Дня української писемності і мови, до Дня студента.
Провідний бібліограф Євсеєнко Світлана Василівна за особистий внесок у бібліотечну справу отримала нагороду конкурсу «Бібліотекар року — 2015» Харківського зонального методичного об'єднання бібліотек ВНЗ ІІІ-IV рівнів акредитації.
У 2016 році у програмному середовищі «УФД/Бібліотека» створено електронну картотеку періодичних видань. Бібліотека приєдналась до корпоративного проєкту «Єдина картка читача бібліотек закладів вищої освіти м. Харкова». Відбувся «круглий стіл» «Трансформація функцій бібліотек в умовах інформатизації суспільства» для співробітники наукових бібліотек закладів вищої освіти м. Харків.
У серії «Видатні педагоги Харківської державної академії культури» вийшов друком біобібліографічний покажчик «Шейко Василь Миколайович», який увійшов до повного списку Всеукраїнського «Біографічного рейтингу — 2017» в номінації «Персональний покажчик». Розпочато переведення фондів і каталогів бібліотеки на класифікаційну систему УДК відповідно до постанови КМУ від 22.03.2017 р. «Про припинення використання ББК та впровадження УДК». У соціальній мережі Facebook створено сторінку «Бібліотека ХДАК».
У 2018 році запроваджено відкритий доступ до фонду читальної зали, зокрема до колекції наукових фахових періодичних видань. Бібліотека взяла участь у формуванні й підтримці принципів академічної доброчесності. Сектор автоматизації розпочав перевірку наукових робіт здобувачів і науково-педагогічних працівників академії на наявність академічного плагіату в програмах Unicheck та StrikePlagiarism.com.
Рішенням вченої ради 29 березня 2019 року створений інституційний репозитарій ХДАК з метою надійної та доступної системи накопичення та зберігання в електронному вигляді повнотекстових публікацій учених академії. Відповідно до «Порядку забезпечення доступу закладів вищої освіти і наукових установ до електронних наукових баз даних», затвердженого наказом МОН України від 27.02.2019 р. № 269, отримано доступ до авторитетних міжнародних наукових БД Web of Science і Scopus. Бібліотека приєдналася до корпоративного проєкту ЦНБ ХНУ ім. В. Н. Каразіна «Зведений каталог періодичних видань, передплачених бібліотеками ЗВО м. Харкова».
У 2020 році під час карантину, оголошеного у зв'язку з пандемією, бібліотека перейшла на дистанційні форми обслуговування користувачів. Вийшов друком бібліографічний покажчик «Праці викладачів та співробітників Харківської державної академії культури (2014—2018)».
З початком повномасштабного російського вторгнення в Україну 24 лютого 2022 року, діяльність бібліотеки була призупинена. Поновили роботу з 1 червня 2022 року з актуалізації бібліотечного фонду у зв'язку зі збройною агресією РФ проти України. У вересні 2022 року перейшли на сучасну версію АІБС «УФД/Бібліотека 3.2», яка функціонує на основі хмарних технологій.

## Директори

Борисова Є. М. — перша завідувачка бібліотеки повоєнних років.

- Борисова Євгенія Михайлівна (1947—1948)
- Савасько Микола Пилипович (1948—1949)
- Каверна Віра Леонтіївна (1949–1952)
- Олександр Васильович Фомін (1952–1955)
- Гандельман Єлизавета Михайлівна (1955—1959)
- Кумок Дора Анатоліївна (1960)
- Марченко Тамара Федорівна (1960—1963)
- Мішустіна (Ключко) Лариса Гаврилівна (1963—1988)
- Шендрик Валентина Семенівна (1988—1995)
- Семененко Лариса Петрівна (1995—2006)
- Коржик Наталя Анатоліївна (2011—2014)
- Кирпа (Шикаленко) Тетяна Олександрівна (2006—2011; 2014 — нині)

## Структура бібліотеки
Директор — Кирпа Тетяна Олександрівна
Відділ обслуговування читачів:
- загальний абонемент;

- науковий абонемент;

- абонемент музики, театру, кіно- і телебачення;
- читальна зала.

Інформаційно-бібліографічний відділ.
Сектор наукометрії та наукових досліджень.
Відділ комплектування та обліку документів.
Сектор автоматизації.

## Фонди бібліотеки
Фонд бібліотеки багатогалузевий. Станом на 01.01.2025 року загальний обсяг фонду бібліотеки становить 285580 примірників. Фонд рідкісних та цінних документів складає 2136 примірників. На 2021 рік бібліотека передплатила 60 назв журналів та 20 комплектів газет.
Фонд стародруків і рідкісних видань бібліотеки ХДАК у 1997 році виділено в окрему колекцію. Найдавніша книга, що зберігається у фонді бібліотеки, датується 1595 роком. Це — «Маргирит» Іоана Златоуста, видана в Острозі. Друкована у дві фарби, вона є пам'яткою книжкового мистецтва періоду початку книгодрукування в Україні. Також серед книжкових артефактів заслуговує на увагу видання «Аріфметіка, сиречь наука числительная» Леонтія Магницького (1703). Це видання вважається не лише кращим зразком книжкової продукції першого десятиліття XVIII століття, але й першим вдалим підручником з математики. Велике наукове значення має така пам'ятка стародруків, як «Ключ разумєнія» Й. Галятовського (лаврське видання 1659 року). Тут автор до своїх проповідей приєднав досвід науки красномовства. Заслуговує на увагу «Анфологіон», виданий у 1619 році в друкарні Києво-Печерської Лаври. Це перше українське видання Мінеї Святкової, яке містить вибрані служби на 12 місяців року. Тексти були підготовлені Іовом Борецьким, митрополитом Київським, Галицьким і всієї Руси; у редагуванні книжки брав участь український письменник, культурний і церковний діяч Захарія Копистенський (архімандрит Києво-Печерського монастиря з 1624 року). Цікавою знахідкою колекції стародруків в бібліотеці є перевидання рідкісної книги Каріона Істоміна «Букварь», яка вперше була видана в 1694 році. Цей «Букварь» — цільногравійоване видання видатного майстра Леонтія Буніна. На думку фахівців, крім «Букваря» 1694 року з тих же самих гравійованих дощок були відтиснуті інші примірники видання в кінці XVII — на початку XVIII століття. Бібліотека має цікаву колекцію бібліографічних покажчиків ХІХ ст., а також рідкісні нотні видання, видані за життя авторів.

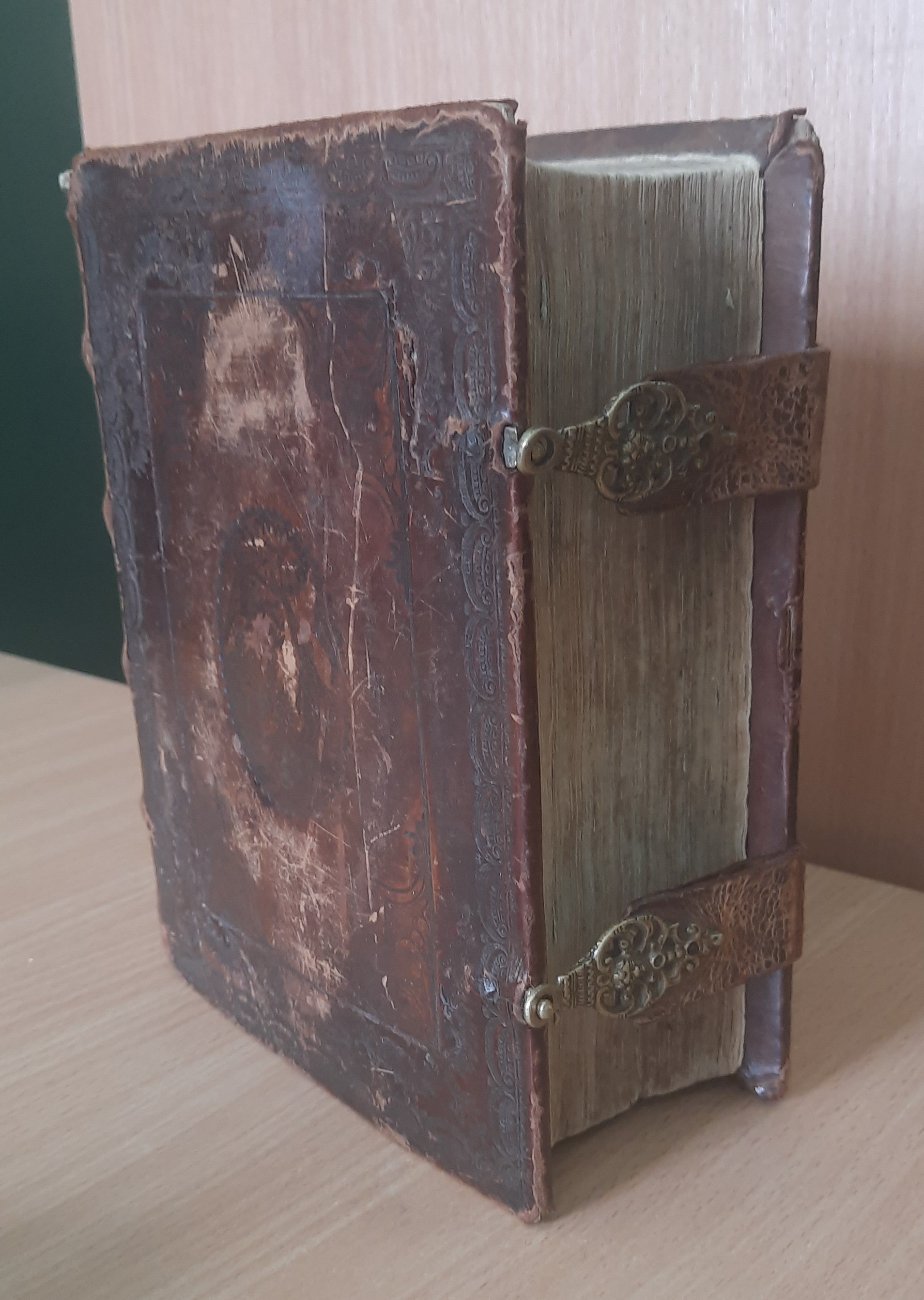
«Маргирит» Іоана Златоуста, 1595
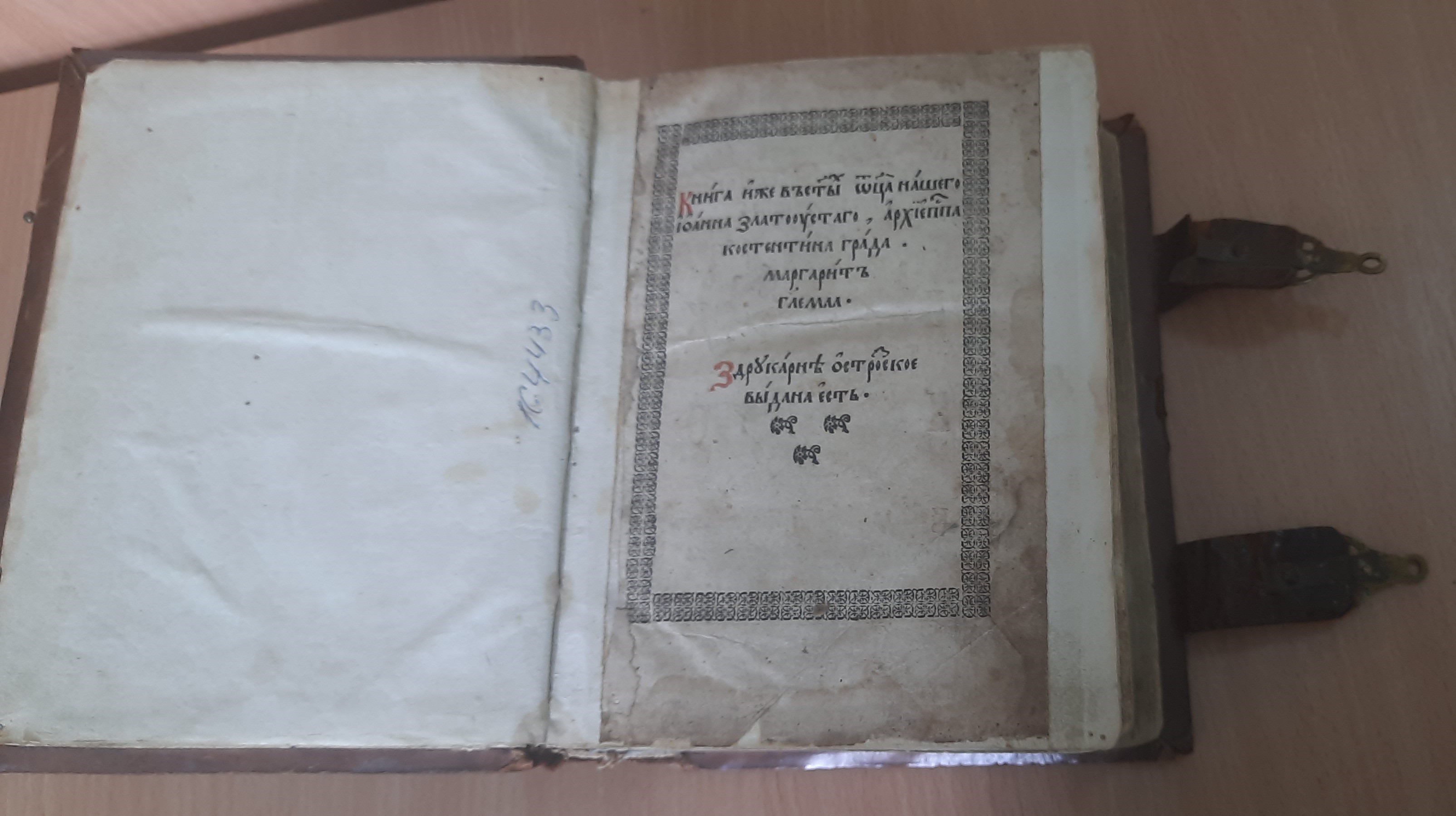
«Маргирит» Іоана Златоуста, 1595
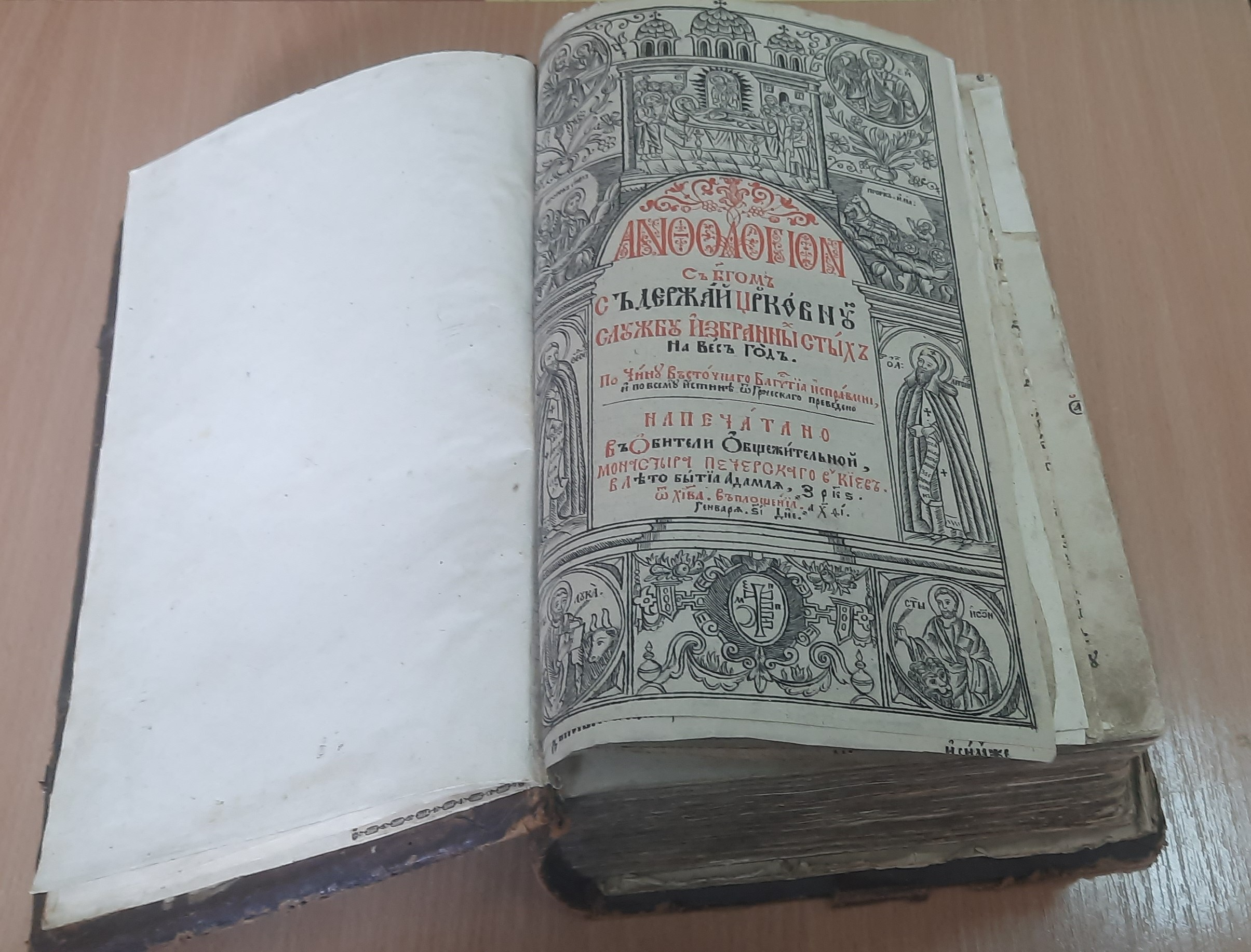
«Анфологіон», 1619
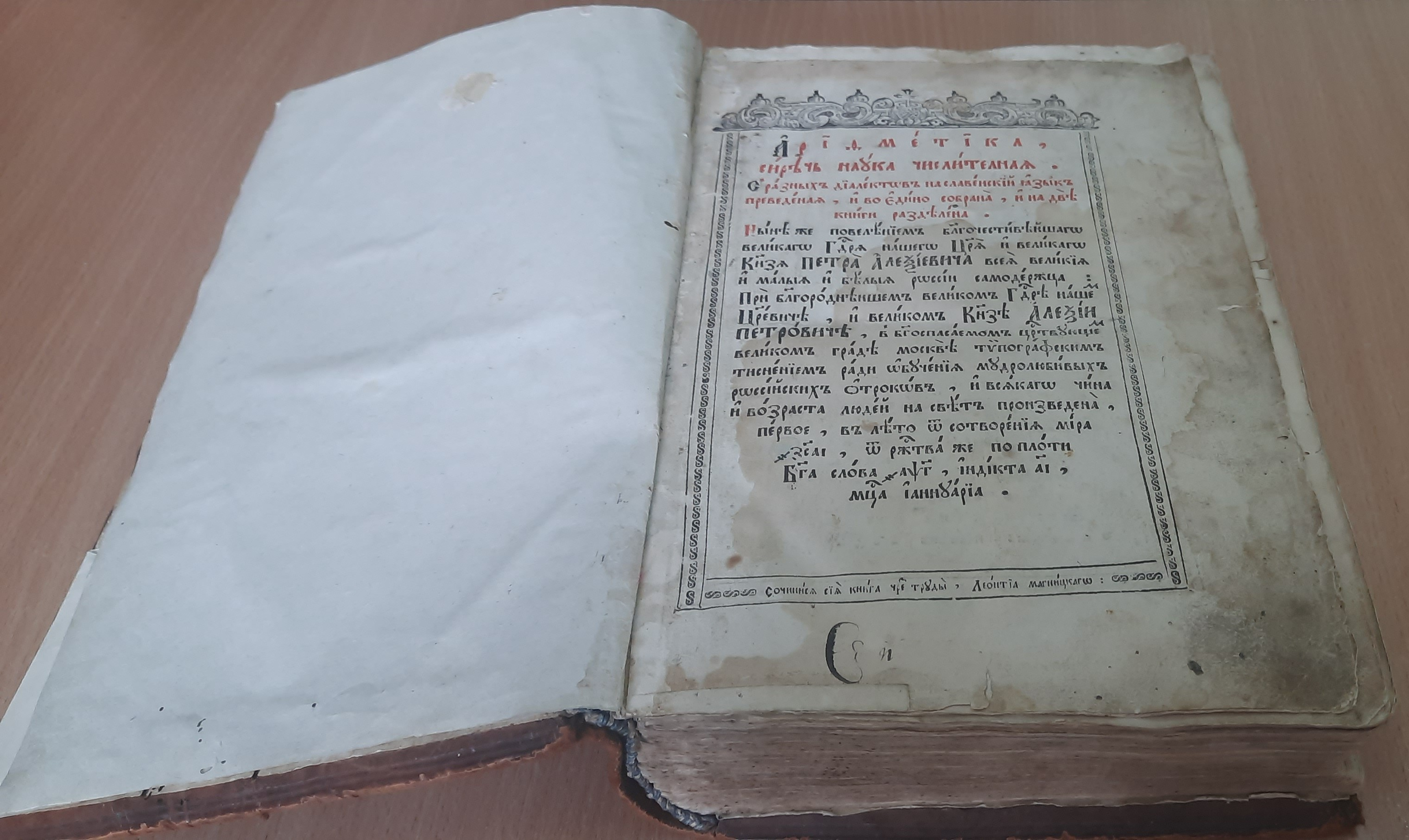
«Аріфметіка, сиречь наука числительная» Леонтія Магницького, 1703
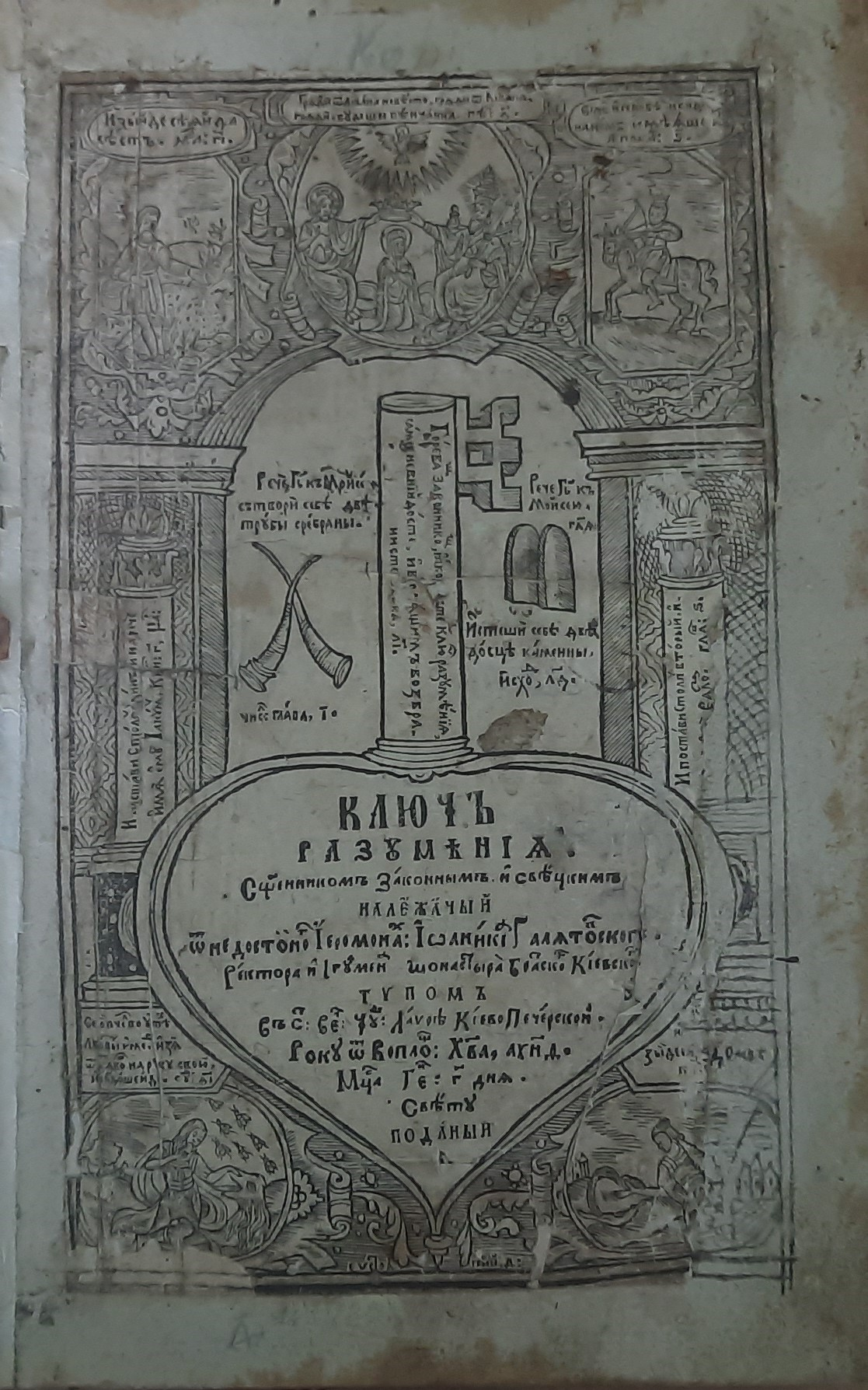
«Ключ разумєнія» І. Галятовського,1659
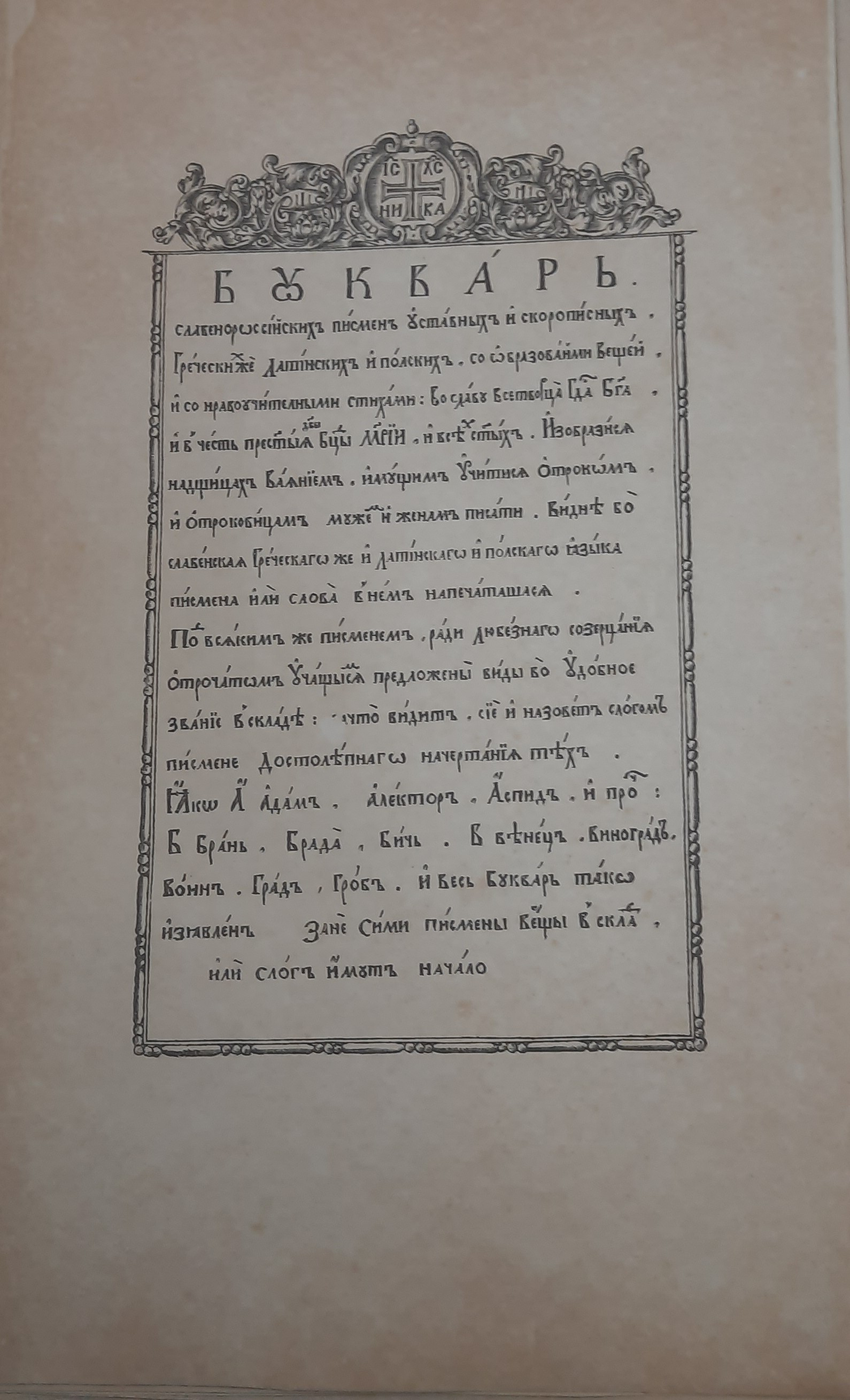
Букварь Леонтія Буніна, 1694

## Видавнича діяльність бібліотеки
Створення власної інформаційної продукції є одним із важливих напрямів роботи бібліотеки. Видавничу діяльність здійснює інформаційно-бібліографічний відділ. Основні види бібліографічної продукції — дайджести, бібліографічні та біобібліографічні покажчики. Серія біобібліографічних покажчиків «Видатні педагоги Харківської державної академії культури» заснована у 2002 році рішенням ученої ради ХДАК. Основне завдання серії — різнобічно висвітлити наукову, науково-педагогічну, організаторську та творчу діяльність видатних науковців ХДАК, відомих не тільки в Харкові, Україні, а й за її межами. Серед провідних педагогів-науковців: ректор, доктор історичних наук, професор, заслужений діяч мистецтв України, академік Національної академії мистецтв України В. М. Шейко, доктор педагогічних наук, професор Н. М. Кушнаренко, проректор з наукової роботи, професор А. А. Соляник, викладачі, кандидати та доктори наук Н. Ф. Колосова, А. З. Житницький, І. І. Гулеско, С. І. Гордєєв, Г. Г. Асєєв, М. В. Дяченко, О. І. Чепалов, Г. Й. Чернявський, І. О. Давидова, Б. М. Колногузенко та інші. Видання містять допоміжні покажчики, фотоматеріали з особистих архівів науковців, архіву ХДАК, фото афіш, нагород, обкладинок книг та інше. У 2010 році біобібліографічний покажчик «Наталя Миколаївна Кушнаренко (до 60-річчя від дня народження)» висунуто на участь у конкурсі «Бібліотекар року — 2010». Одна з укладачів покажчика — завідувачка довідково-бібліографічного відділу Євсеєнко Світлана Василівна стала переможцем конкурсу. У 2012 році бібліографічна продукція бібліотеки знову отримує перемогу на конкурсі «Бібліотекар року». У березні 2012 року вийшов друком ретроспективний анотований науково-допоміжний бібліографічний покажчик «Творчий спадок Леся Курбаса у ХХІ столітті», присвячений 125-ти річчю з дня народження Леся Курбаса. Покажчик містить загалом 21 розділ, 1283 анотовані записи, серед яких і унікальні архівні матеріали. Відбулась презентація покажчика на міжнародній науковій конференції «Лесь Курбас у контексті світової та вітчизняної культури», що проходила 14–15 березня 2012 року в Будинку актора м. Харків. Над укладанням покажчика працювали науковці та фахівці Харківської державної академії культури: завідувач бібліографічного відділу бібліотеки С. В. Євсеєнко, бібліограф О. М. Левченко та завідувач кафедри режисури, професор, кандидат мистецтвознавства, заслужений діяч мистецтв України С. І. Гордєєв. Євсеєнко С. В. стала переможцем у номінації «За кращий бібліографічний покажчик».
Дипломами лауреатів конкурсу «Бібліотекар року–2020» в номінації кращий бібліографічний покажчик нагороджені провідний бібліограф С. В. Євсеєнко, завідувачка інформаційно-бібліографічного відділу бібліотеки О. С. Хижна, бібліотекар І категорії О. М. Левченко за науково-допоміжний анотований бібліографічний покажчик «Дисертації, захищені у спеціалізованих вчених радах Харківської державної академії культури: до 25-річчя створення спеціалізованих вчених рад».
Публікаційну активність учених ХДАК відображають бібліографічні покажчики «Праці викладачів та співробітників ХДАК», які виходять друком кожні п'ять років до чергового ювілею академії. Перше видання цього типу вийшло друком у двох частинах (2000 та 2004). Нині опубліковано п'ять покажчиків, які відображають публікації науковців ХДАК з 1947 до 2018 року.
Дайджести «Віват, Академіє!» містять публікації про діяльність колективу ХДАК (викладачів, студентів, випускників), інтерв'ю з керівництвом академії. Уперше дайджест під назвою «ХДІК: Що написано пером…» видано 1995 року. Статусу продовжуваних видань дайджести набули у 1998 році, коли вчена рада ХДАК ухвалила рішення щодо зміни назви на «Віват, Академіє!». Вийшли друком вісім випусків, які охоплюють публікації з 1995 до 2018 роки і загалом містять 1500 публікацій. У шостому випуску вперше використано електронні ресурси. Нині готується до друку дев'ятий випуск. У 2011 році Євсеєнко С. В. стала переможцем професійного конкурсу «Бібліотекар року — 2011» в номінації «Кращий бібліографічний покажчик» за п'ятий випуск дайджесту «Віват, Академіє!».

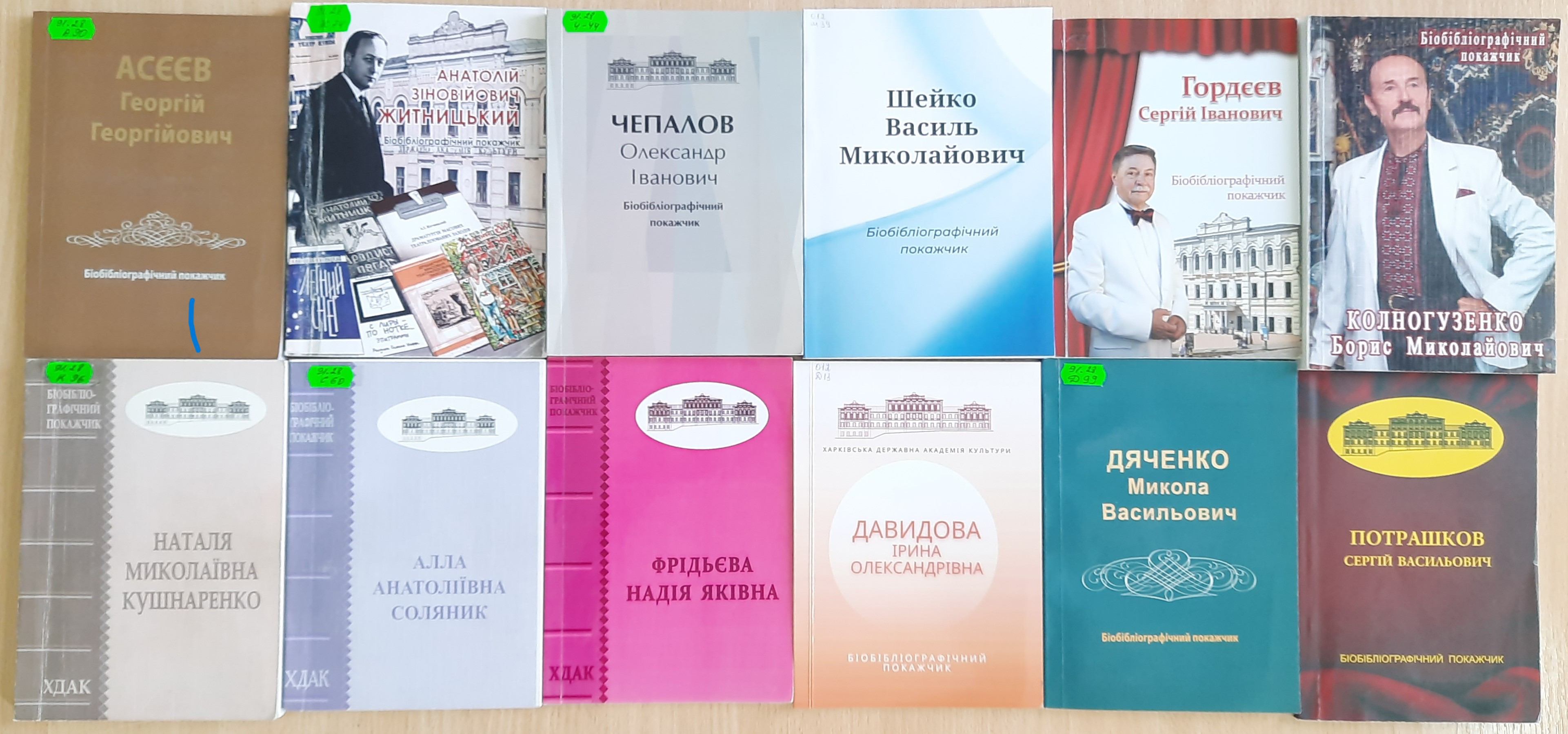
Біобібліографічні покажчики «Видатні педагоги Харківської державної академії культури»
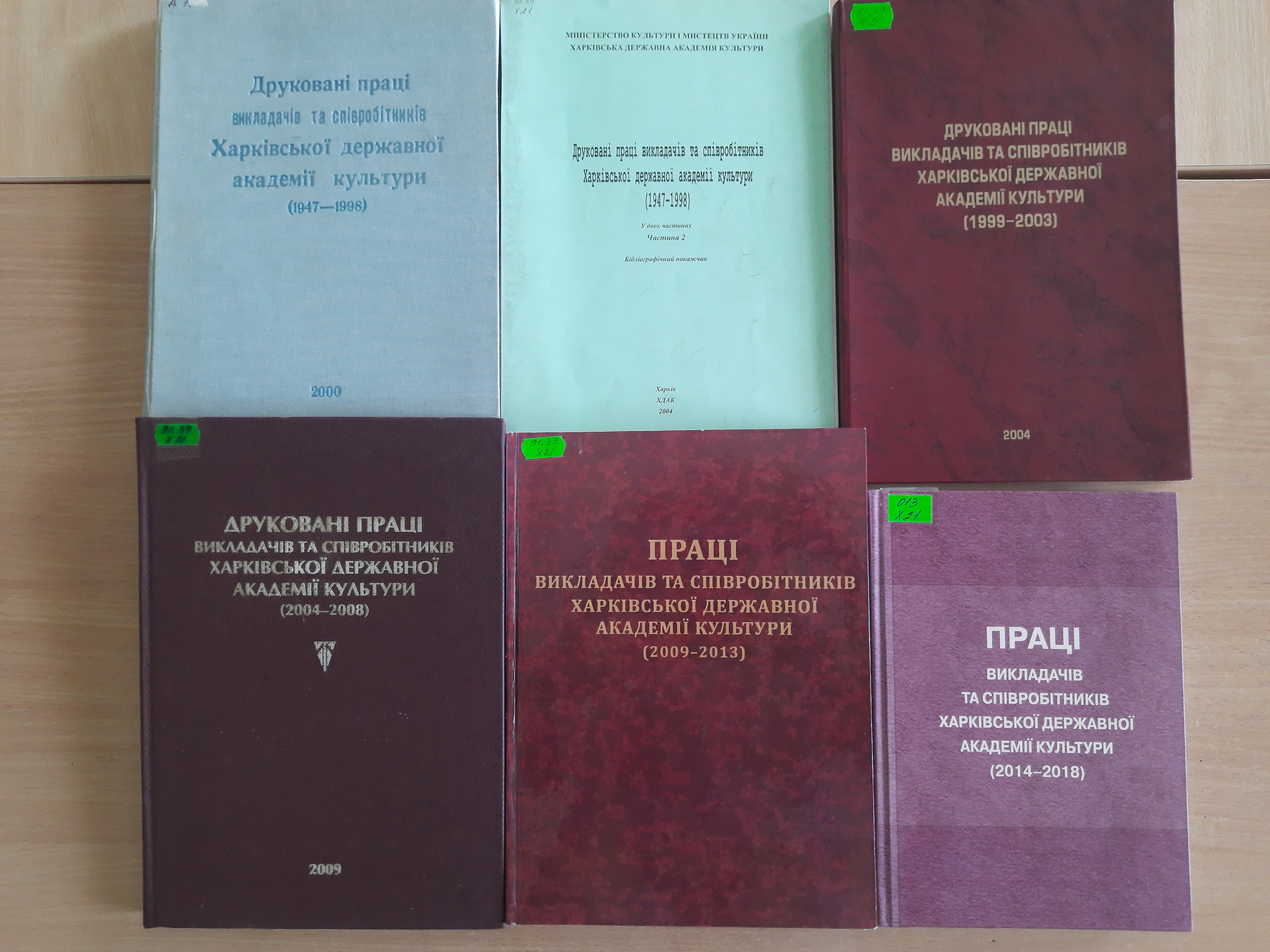
Бібліографічні покажчики «Праці викладачів та співробітників ХДАК»
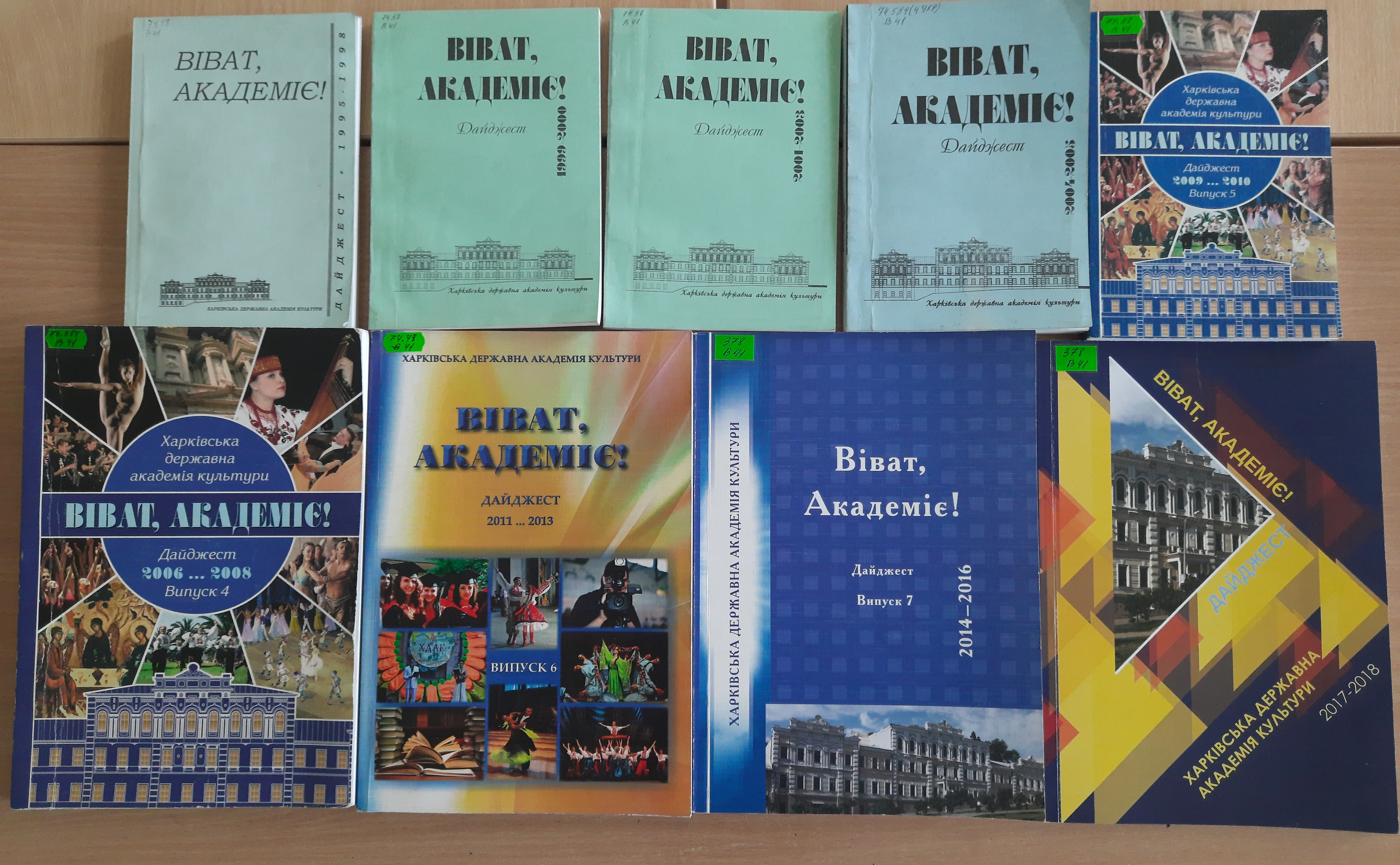
Дайджести «Віват, Академіє!»

## Бібліометрична та наукометрична діяльність
У 2015 році бібліотека розпочала новий напрям діяльності щодо бібліометричного та наукометричного моніторингу публікаційної активності науковців ХДАК. Приєдналися до проєкту «Бібліометрика української науки», започаткованого Національною бібліотекою України ім. В. І. Вернадського.
Робота з базами даних Web of Science та Scopus ведеться за наступними критеріями:
- постійний моніторинг корпоративного профілю академії та аналіз наукових статей, розміщених у ньому;
- допомога авторам у підборі періодичних видань для опублікування результатів наукових досліджень;
- відстеження авторських профілів учених та допомога з підтримки їх в актуальному стані;
- пошук актуальної інформації з англомовних джерел відповідно до користувацьких потреб із подальшим уведенням її до електронного каталогу бібліотеки із зазначенням посилання на джерело;
- надання віддаленого доступу до міжнародних наукометричних баз даних завдяки реєстрації науковців через корпоративний акаунт.

База даних власної генерації «Праці викладачів ХДАК» є також бібліометричним ресурсом, який містить повну інформацію щодо наявних публікацій співробітників академії за весь період існування академії.